# Seznam škol a školských zařízení českobudějovické diecéze
Seznam škol a školských zařízení, která na území českobudějovické diecéze zřizuje či dozoruje římskokatolická církev.

## Mateřské školy
- Církevní mateřská škola České Budějovice (zřizovatel: Kongregace sester Nejsvětější Svátosti)
- Církevní mateřská škola Pacov (zřizovatel: Biskupství českobudějovické)
- Církevní mateřská škola U sv. Josefa (České Budějovice, zřizovatel: Česká provincie Kongregace Školských sester de Notre Dame)

## Základní školy
- Církevní základní škola (České Budějovice) (organizačně spojena s Biskupským gymnáziem, zřizovatel: Biskupství českobudějovické)
- Církevní základní škola ORBIS-PICTUS, spol. s.r.o. (Tábor, Římskokatolická farnost Tábor)

## Střední školy
- Biskupské gymnázium J. N. Neumanna (organizačně spojeno se základní školou, zřizovatel: Biskupství českobudějovické)

## Vysoké školství
- Teologická fakulta JU (vázána katolickou věroukou, dozoruje biskup českobudějovický)

## Ostatní školská zařízení
- Domov mládeže Petrinum (Písek, zřizovatel: Kongregace bratří Nejsvětější Svátosti)
- Salesiánské středisko mládeže - dům dětí a mládeže České Budějovice (zřizovatel: Salesiáni Dona Bosca)
- Středisko volného času Pacov (při Církevní mateřské škole Pacov, zřizovatel: Biskupství českobudějovické)

## Zaniklé ústavy
- Biskupský seminář (fungoval v letech 1803-1950)